# Robert Ginty
Robert Winthrop Ginty (ur. 14 listopada 1948 w Brooklynie, zm. 21 września 2009 w Los Angeles) – amerykański aktor, producent filmowy, reżyser i scenarzysta.

## Życiorys
Urodził się w nowojorskim Brooklynie jako syn Elsie M. (z domu O'Hara), pracowniczki rządowej, i Michaela Josepha Ginty, pracownika budowlanego. Ginty zajmował się muzyką od najmłodszych lat, grając na perkusji z Jimim Hendrixem, Janis Joplin, Carlosem Santaną i Johnem Lee Hookerem. Studiował w Yale i City College of New York. Uczył się aktorstwa w Neighborhood Playhouse i Actors Studio. Pracował w regionalnym teatrze.
W 1970 debiutował na Broadwayu w przedstawieniu Trzy w jednym. W 1972 powrócił na Broadway jako młodszy szkicownik w sztuce Eugene’a O’Neilla Wielki Bóg Brown z Johnem Gloverem. Harold Prince zatrudnił go jako swojego asystenta po tym, jak w 1973 zobaczył go w The New Hampshire Shakespeare Festival Summerstock Company. W 1994 został dyrektorem artystycznym Irish Theatre Arts Center. Pracował w Kanadzie, Francji, Irlandii i we Włoszech jako reżyser teatralny oraz jako wykładowca na Uniwersytecie Harvarda.
Specjalizował się w filmach niskobudżetowych, gdzie grał role włóczęgów, samotników i niespokojnych weteranów wojennych. Po raz pierwszy trafił na kinowy ekran w biograficznym filmie muzycznym Hala Ashby’ego By nie pełzać na kolanach (1976) u boku Davida Carradine’a. Zwrócił na siebie uwagę branży rozrywkowej w roli porucznika Thomasa Josepha „T.J.” Wileya, nieprzystosowanego protegowanego (Robert Conrad) w serialu NBC Eskadra czarnych owiec (Baa Baa Black Sheep, 1976–1978), którego akcja rozgrywa się podczas II wojny światowej. Następnie wystąpił jako Thomas Craig Anderson w serialu CBS The Paper Chase (1978–1979) o studentach Harvard Law School. Po udziale w operze mydlanej CBS Falcon Crest (1989–1990) jako Walker Daniels, zagrał policjanta Maca Rileya z Chicago, który przeprowadza się na Hawaje, by zostać detektywem w serialu Hawaiian Heat (1984). 
23 maja 1980 ożenił się z Francine Tacker, z którą miał syna Jamesa (ur. 4 grudnia 1980). 7 października 1983 doszło do rozwodu. 26 listopada 1983 poślubił Lornę Patterson. W 1989 rozwiódł się. Ożenił się po raz trzeci z Michelle Genevieve Craske.
21 września 2009 w Los Angeles zmarł na raka w wieku 60 lat.

## Wybrana filmografia
Filmy
- 1976: Dwuminutowe ostrzeżenie jako sprzedawca
- 1976: By nie pełzać na kolanach jako zbieracz karczochów
- 1978: Powrót do domu jako sierżant Dink Mobley
- 1989: Kochaś jako Joe / ojciec
- 1991: Harley Davidson i Marlboro Man jako Thom

Seriale
- 1975: Sierżant Anderson jako Dino / Anson Croy
- 1981: Statek miłości jako Donald Gray
- 1983: Nieustraszony jako Elliott Stevens
- 1990: Matlock jako detektyw Ed Tobias
- 1990: Detektyw w sutannie jako Lenny Rothstein
- 1991: Napisała: Morderstwo jako porucznik Avery Powell
- 1995: Nocny patrol jako Steven Sacks
- 1997: Nocny patrol jako Ray Reegun